# Sanatório (Kavála)
Sanatório (grec moderne : Σανατόριο) est une localité située dans le dème de Kavála, dans le district régional de Kavála, dans la periphérie de Macédoine-Orientale-et-Thrace, en Grèce.
Selon le recensement de 2011, elle compte 0 habitants.